# Journal of Infection
Das Journal of Infection, abgekürzt J. Infect., ist eine wissenschaftliche Fachzeitschrift, die vom Elsevier-Verlag im Auftrag der British Infection Association veröffentlicht wird. Die Zeitschrift erscheint derzeit zwölfmal im Jahr. Es werden Arbeiten veröffentlicht, die sich mit Infektionskrankheiten (Epidemiologie, Klinik, Mikrobiologie) beschäftigen.
Der Impact Factor lag im Jahr 2014 bei 4,441. Nach der Statistik des ISI Web of Knowledge wird das Journal mit diesem Impact Factor in der Kategorie Infektionskrankheiten an 13. Stelle von 78 Zeitschriften geführt.